# Passo del Ballino
Il passo del Ballino è un valico alpino del Trentino che mette in comunicazione le valli Giudicarie con la parte settentrionale del lago di Garda collegando rispettivamente Ponte Arche (frazione di Comano Terme) a Riva del Garda.
Il passo è percorribile tramite la strada statale 421 dei Laghi di Molveno e Tenno, il punto più alto è situato a 765 metri di altezza nel comune di Fiavé.
Prende il suo nome dal paese di Ballino, frazione del Comune di Fiavé.